# Ethiopian Voluntary Association
Ethiopian Voluntary Association var en kvinnoorganisation i Etiopien, grundad 1937. 
Föreningen bildades 1937 för att koordinera kvinnliga frivilliga i motståndsrörelsen och kampen mot fienden under den italienska ockupationen 1936-1941, och flera av dess medlemmar kom att strida sida vid sida mot italienska soldater. 